# Pentecoste (Giotto)
La Pentecoste è un affresco (200x185 cm) di Giotto, databile al 1303-1305 circa e facente parte del ciclo della Cappella degli Scrovegni a Padova. È l'ultima delle Storie della Passione di Gesù del registro centrale inferiore, nella parete sinistra guardando verso l'altare.

## Descrizione e stile
La scena è ambientata in una stanza descritta come una loggia traforata da archi a sesto acuto trilobati. All'interno su panche di legno stanno seduti dodici apostoli (dopo la morte di Giuda Iscariota suicidatosi, viene eletto in sua sostituzione l'apostolo Mattia, non è raffigurato Gesù perché dopo la risurrezione e prima della Pentecoste è asceso al cielo). L'edificio è posto in scorcio verso sinistra, per assecondare la visione da parte dello spettatore idealmente al centro della cappella, un accorgimento usato anche in altre scene d'angolo. La luce divina, rossa come le fiamme della Carità, si sprigiona dal soffitto e investe i convenuti.
Ritenuta soprattutto opera di aiuti, la scena mostra tonalità delicate e una cura del dettaglio soprattutto nelle vesti e nei volti dei partecipanti.
Forse il giovane Giotto aveva già dipinto una Pentecoste, sulla controfacciata della basilica superiore di Assisi e un'altra Pentecoste alla National Gallery di Londra fa parte delle Sette tavolette con storie di Gesù, databili al 1320-1325 circa. 

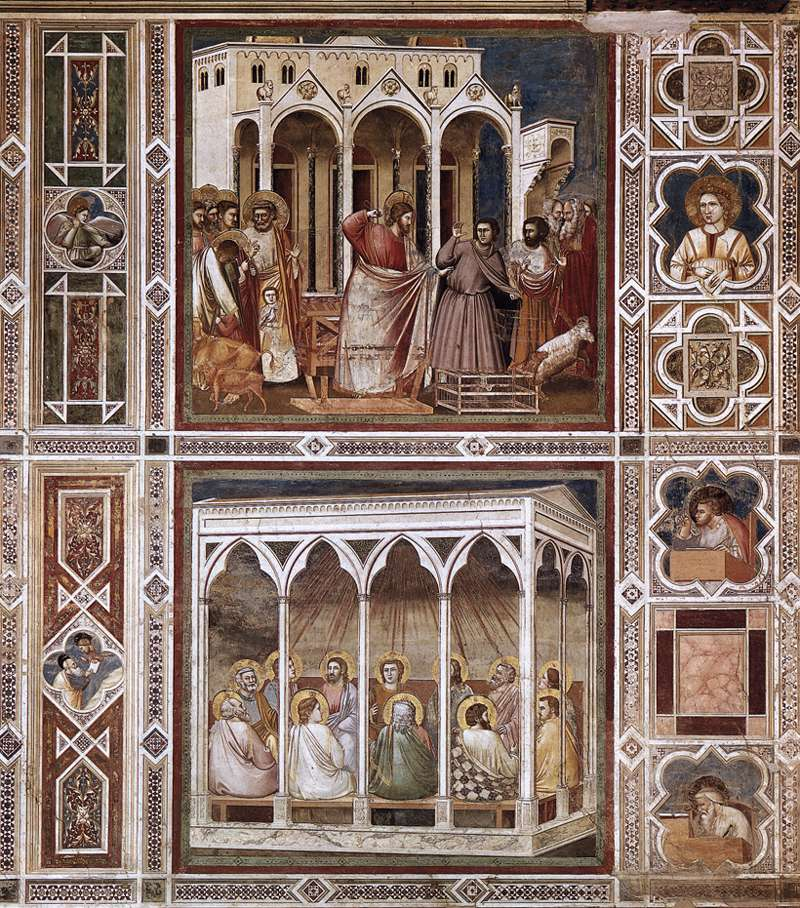
La Pentecoste e la Cacciata dei mercanti dal Tempio
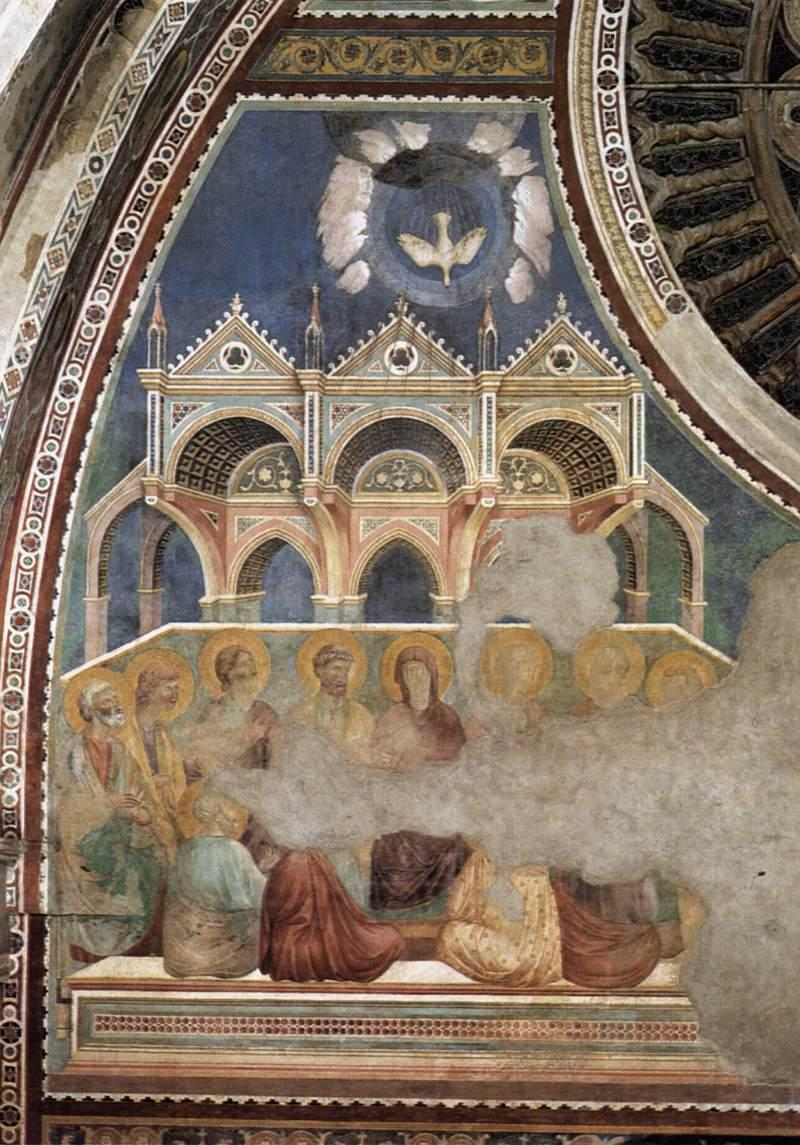
La Pentecoste di Assisi
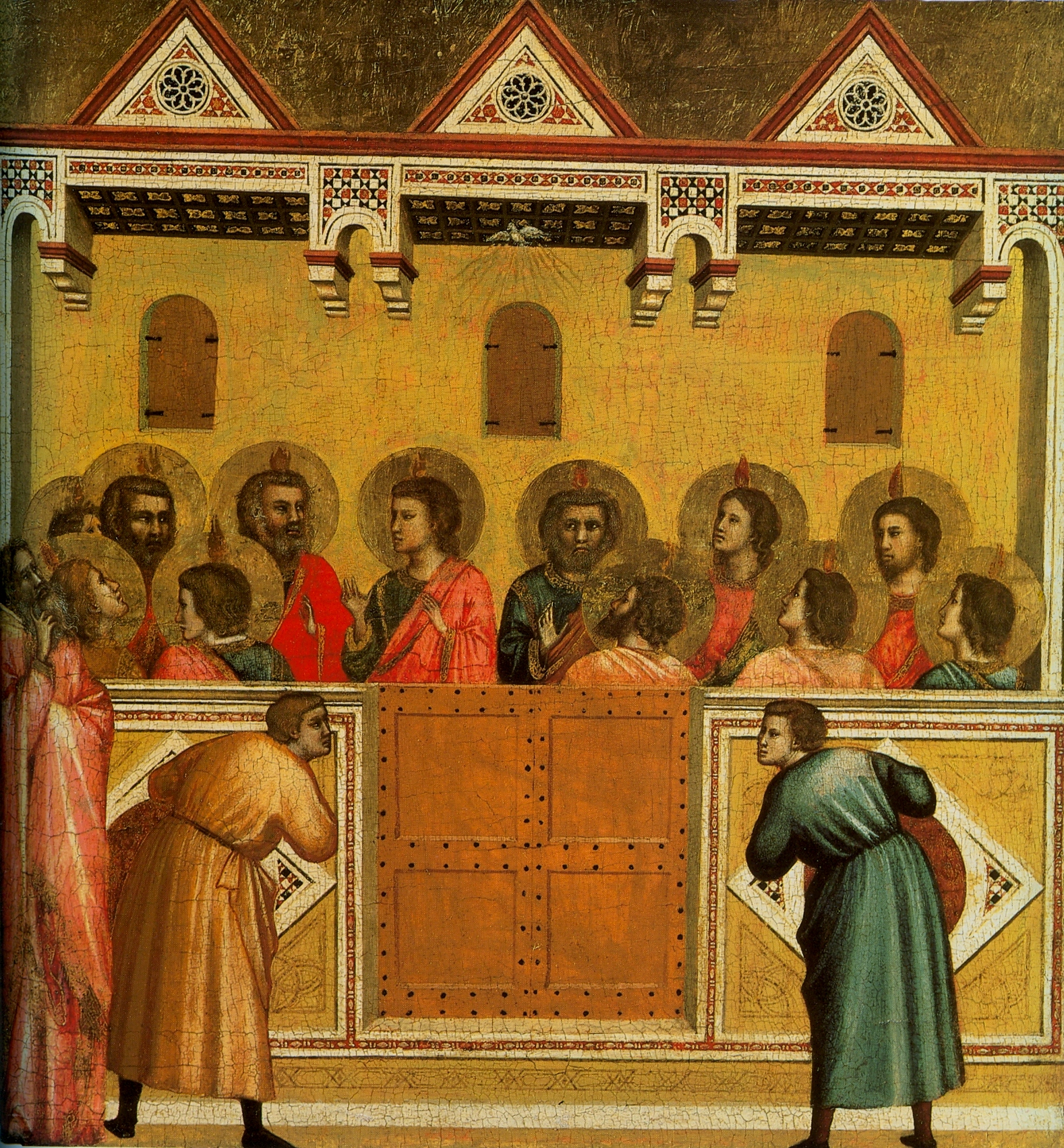
Pentecoste della National Gallery di Londra (1320-1325 circa)